# Intergraph
Intergraph, Intergraph Corporation (pierwotnie M&S Computing Inc.) – firma założona przez Jima Meadlocka w 1969 roku w Huntsville w Stanach Zjednoczonych. Według raportu za 2003 r. sporządzonego przez firmę Daratech Inc. Intergraph był z 13% udziału w rynku największym producentem oprogramowania GIS na świecie po mającej 34% udziałów firmie ESRI.
Firma do początku lat 80. niemal wyłącznie zajmowała się produkcją oprogramowania GIS. Obecnie jej działalność koncentruje się wokół czterech kategorii produktów: oprogramowaniu do projektowania dużych instalacji przemysłowych, rozwiązaniach dla sektora bezpieczeństwa publicznego, doradztwie, oraz systemach informacji przestrzennej. Produkty tej ostatniej kategorii generują rocznie około 200 mln USD przychodów, podczas gdy całkowite roczne przychody wynoszą około 500 mln USD. Integraph ma szeroką i zróżnicowaną ofertę produktów. Wśród oprogramowania GIS najważniejsza jest rodzina produktów GeoMedia, przeznaczona na rynek desktop GIS.